# ジョン・ライト (編集技師)
ジョン・ライト（John Wright、1940年代 - 2023年4月20日）は、アメリカ合衆国の編集技師。アメリカ映画編集者協会の一員である。
『レッド・オクトーバーを追え!』（1990年）と『スピード』（1994年）でアカデミー編集賞にノミネートされた。近年では『パッション』、『アポカリプト』と、メル・ギブソン監督作品に参加している。

## 主なフィルモグラフィ
- 女優フランシス Frances (1982)
- Mass Appeal (1984)
- レッド・オクトーバーを追え! The Hunt for Red October (1990)
- ミュータント・タートルズ Teenage Mutant Ninja Turtles II: The Secret of the Ooze (1991)
- ラスト・アクション・ヒーロー Last Action Hero (1993)
- スピード Speed (1994)
- ダイ・ハード3 Die Hard: With a Vengeance (1995)
- ブロークン・アロー Broken Arrow (1996)
- ザ・グリード Deep Rising (1998)
- 13ウォーリアーズ The 13th Warrior (1999)
- トーマス・クラウン・アフェアー The Thomas Crown Affair (1999)
- X-メン X-Men (2000)
- ローラーボール Rollerball (2002)
- パッション The Passion of the Christ (2004)
- グローリー・ロード Glory Road (2006)
- アポカリプト Apocalypto (2006)
- インクレディブル・ハルク The Incredible Hulk (2008)
- セクレタリアト/奇跡のサラブレッド Secretariat (2010)
- 天国は、ほんとうにある Heaven Is for Real (2014)